# 強磁性共鳴
強磁性共鳴 (きょうじせいきょうめい 英: Ferromagnetic resonance, FMR) とは、強磁性材料の磁化を検査する分光学的手法である。スピン波やスピンダイナミクスを検知するための標準的ツールとされる。FMR は電子常磁性共鳴 (EPR) と大枠は類似しており、核磁気共鳴 (NMR) とも類似するところがある。相違点は、NMR では非零の核スピンをもつ原子核の磁気モーメントを検知するのに対して、FMR では双極子結合している不対電子を検知する点にある。

## 歴史
強磁性共鳴は、1911年 V. K. Arkad'yev により、強磁性材料の UHF 波吸収の観測中に、気付かないままに発見された。FMR の定性的説明は Arkad'yev の観測結果の説明と共に、1923年に Ya. G. Dorfman により提示され、同時に彼はゼーマン分裂による光学遷移による強磁性構造の研究手法を提案した。
1935年に、レフ・ランダウとエフゲニー・リフシッツはある論文中でラーモア歳差運動に強磁性共鳴が有り得ることを予言し、1946年に J. H. E. Griffiths (UK) と イェフゲニィー・ザヴォイスキー(USSR) により独立に実験により確認された。

## 説明
FMR は（通常とても大きい）強磁性材料の磁化 M を外部磁場 H 下においたときの歳差運動から生じる。外部磁場により試料の磁化はトルクを受け、磁気モーメントは歳差を始める。磁化歳差の周波数は材料の配向性、外部磁場の強度、試料の巨視的磁化により変化する。強磁性体の有効歳差周波数は EPR で見られる自由電子の歳差周波数よりも随分低い。その上、吸収線幅は双極子縮小効果と交換拡大（量子）効果により大きく左右される。さらに、FMR で観測される吸収線はすべてが磁性体中の電子の磁気モーメントの歳差に起因するものではない。したがって、FMR スペクトルの理論的解析は EPR や NMR スペクトルの場合よりも著しく複雑になる。
FMR 実験装置の基本的構成は、マイクロ波共振器と電磁石からなる。共振器の共振周波数はセンチメートル波帯に固定されている。検知器が共振器の端に取り付けられ、マイクロ波を検知する。強磁性試料は電磁石の磁極の間に設置され、磁場強度を掃引しながらマイクロ波の吸収強度を測定する。磁化歳差周波数とマイクロ波共振器の共振周波数と一致したとき、吸収強度は鋭く上昇し、検知器の検知するマイクロ波強度の減少によりこれを知ることができる。
さらに、マイクロ波エネルギーの共鳴吸収により磁性体は局所的に加熱される。局所的に磁性パラメータがナノメートルスケールで変化するような試料においては、この効果により空間的な分光学的調査を行うことができる。
薄膜に平行に外部磁場 B を印加した際の共鳴周波数は、下のキッテルの公式により与えられる。
{\displaystyle f={\frac {\gamma }{2\pi }}{\sqrt {B(B+\mu _{0}M)}}}
ここで、M は強磁性体の磁化を、γ は磁気回転比を、μ0 は透磁率を表わす。

## 関連文献
- Vonsovskii, S. V. (2013). Ferromagnetic Resonance: The Phenomenon of Resonant Absorption of a High-Frequency Magnetic Field in Ferromagnetic Substances. Elsevier. ISBN 9781483151489
- Chikazumi, Sōshin (1997). Physics of Ferromagnetism. Clarendon Press. ISBN 0-19-851776-9